# The Erlenmeyer Flask
"The Erlenmeyer Flask" é o vigésimo quarto e último episódio da primeira temporada da série de ficção científica The X-Files. Ele foi escrito pelo criador e produtor executivo Chris Carter e dirigido por R. W. Goodwin, e continua o arco de mitologia da série iniciado em "Pilot". O episódio foi exibido pela primeira vez nos Estados Unidos em 13 de maio de 1994 pela Fox. Com 8.9 milhões de domicílios assistindo a sua transmissão original, "The Erlenmeyer Flask" foi o episódio com maior audiência da primeira temporada. Ele recebeu uma indicação ao Prêmio Edgar Allan Poe de "Melhor Episódio em uma Série de TV" e, desde sua exibição, tem sido bem avaliado pela crítica e os membros da equipe de produção.
O programa centra-se nos agentes especiais do FBI Fox Mulder e Dana Scully que trabalham em casos ligados ao paranormal, chamados Arquivos X. Neste episódio, Mulder e Scully descobrem evidências sobre experimentos secretos realizados pelo governo com DNA alienígena.
"The Erlenmeyer Flask" apresentou vários novos elementos de enredo que continuariam pelas temporadas seguintes e teve a morte do personagem recorrente Garganta Profunda. Carter descreveu a inspiração para este episódio como "o resultado de uma experiência de aprendizagem de um ano de duração".

## Enredo
Em Ardis, Maryland, uma perseguição policial chega em um porto. O homem sendo perseguido é o Dr. William Secare. Apesar de ser baleado, Secare escapa pulando na água e a polícia encontra sangue verde no lugar onde ele foi atingido.
Pouco depois, Garganta Profunda mostra o caso de Secare a Fox Mulder, dizendo que é importante para a revelação da verdade. Ao investigar o caso, Mulder e Dana Scully visitam o Dr. Terrance Berube, um cientista trabalhando em Gaithersburg, cujo carro estava envolvido no incidente de Secare. Naquela noite, Garganta Profunda se encontra com Mulder novamente, e insiste para ele continuar no caso apesar da falta de certeza de Mulder sobre o que procurar.
Na mesma noite, o Dr Berube encontra o Homem com Corte Militar, que o mata e faz a morte parecer suicídio. Enquanto investiga a cena do crime, Mulder encontra um frasco erlenmeyer rotulado "Controle de Pureza". Scully leva o frasco até a Universidade de Georgetown para que a Dra. Anne Carpenter possa examiná-lo. Enquanto isso, Mulder vai para a casa de Berube e encontra chaves para um armazém. Secare liga para o escritório de Berube, e Mulder atende o telefone fingindo ser o cientista. Secare fala sobre o projeto secreto do governo que Mulder quer levar a público. Ao mesmo tempo, o Homem com Corte Militar escutar a conversa. Secare desmaia durante o telefonema. Um transeunte chama uma ambulância. Um gás tóxico sai do corpo de Secare quando os médicos tentam dar lhe uma injeção. Ele acorda e foge.
Mulder chega no armazém e encontra cinco homens em tanques de suspensão e um sexto tanque vazio. A Dra. Carpenter revela que o frasco do "Controle de Pureza" contém uma bactéria que não existe na natureza e só pode ser extraterrestre. Enquanto isso, Mulder é perseguido ao sair do armazém, mas consegue escapar. Ele volta no dia seguinte com Scully, porém a sala está totalmente vazia. Garganta Profunda chega e revela que Berube estava fazendo experimentos com humanos e vírus alienígenas. Seis pessoas com doenças terminais foram voluntários para os experimentos, e todos começaram a se recuperar. Quando foi ordenado que eles fosse destruídos, Berube ajudou Secare a fugir.
Scully volta para a Universidade de Georgetown e descobre que a Dra. Carpenter e toda sua família morreram em um acidente de carro. Mulder volta para a casa de Berube e encontra Secare, que é morto pelo Homem com Corte Militar. Mulder é exposto ao sangue tóxico de Secare, desmaia e é capturado. Garganta Profunda se encontra com Scully do lado de fora do apartamento de Mulder e diz que ele pode fazer um acordo com as pessoas que o pegaram. Ele dá a Scully credenciais necessárias para se infiltrar em um prédio de alta segurança onde ela encontrará um feto alienígena. Ela pega o feto e encontra-se com Garganta Profunda em uma ponte; ele recusa-se a deixá-la realizar a troca. Uma van chega e Garganta Profunda entrega o feto ao Homem com Corte Militar, que o assassina segundos depois. A van joga Mulder para fora e vai embora. Scully acude Garganta Profunda, cujas últimas palavras são "Não confie em ninguém".
Algumas semanas depois, Mulder liga para Scully e diz que os Arquivos X serão fechados. Enquanto isso, o Homem Fumante guarda o feto alienígena em um grande depósito dentro do Pentágono.

## Produção

### Desenvolvimento
Chris Carter escreveu este episódio, que ele descreveu como "o resultado de uma experiência de aprendizagem de um ano de duração". Carter tentou estabelecer a mitologia da série, "onde exploramos os diferentes caminhos da conspiração governamental, e os transformamos em mais do que apenas discos voadores", e ter um "momento definitivo" para Dana Scully, onde a agente ouviria de outro cientista de que ela estaria lidando com um material verdadeiramente extraterrestre. A cena em que uma fumaça tóxica é emitida do corpo do Dr. Secare foi inspirada pelo caso de Gloria Ramirez, que ocorreu na Califórnia em fevereiro de 1994 e Carter se lembrava. Os roteiristas mataram o personagem recorrente Garganta Profunda para estabelecer que todos com a exceção de Scully e Fox Mulder eram dispensáveis. A decisão de fechar o Arquivo X foi feita para separar Mulder e Scully para que os produtores pudessem trabalhar ao redor da gravidez da atriz Gillian Anderson. Os executivos da Fox resistiram a ideia, temendo que se os Arquivos X fossem fechados o público acreditaria que a série havia sido cancelada. O final de "The Erlenmeyer Flask" se assemelha ao final de "Pilot", incluindo Mulder ligando para Scully às 23h21min e o Homem Fumante guardando evidências dentro do Pentágono. A tagline deste episódio é "Não Confie em Ninguém", que substitui a tradicional frase "A Verdade Está Lá Fora" ao final dos créditos iniciais. O produtor executivo R. W. Goodwin decidiu fazer sua estreia na direção com "The Erlenmeyer Flask", pois ele o considerava "o melhor roteiro até agora", oferecendo "uma combinação de euforia e forte terror".

### Filmagens e efeitos
A perseguição da abertura do episódio foi filmada pelo produtor Joseph Patrick Finn, que também dirigiu grande parte da segunda unidade. Ela foi filmada em um estaleiro abandonado em North Vancouver chamado Estaleiro Versatal. Goodwin disse que a locação "era perfeita". A cena em que Mulder e Scully visitam o Dr. Berube foi um "grande desafio", já que a cena também tinha macacos. Goodwin queria que os macados ficassem "malucos" ao mesmo tempo em um certo momento. Ele disse ter achado que havia feito "um trabalho muito bom". O endereço do local usado para o armazém onde Mulder encontra os tanques era "Pandora, 1616", que os produtores decidiram incorporar ao episódio como um símbolo para Mulder "abrir a caixa de Pandora".
A cena em que Secare sai de baixo d'água foi criada pela equipe de efeitos visuais. O ator Simon Webb andou por uma grua submersa, que foi enclinada para que ele "realmente" saísse da baía. Porém, de acordo com Goodwin, a sincronização não ficou boa, mas ele disse que a cena "funcionou" e que havia sido uma "tomada fascinante". A cena foi posteriormente refilmada. Durante as gravações, a equipe de produção não sabia que Webb tinha fobia de água. O primeiro teste mergulhando e tirando o boneco do feto alienígena funcionou, porém as fortes luzes do estúdio fizeram o modelo começar a derreter, assim a próxima tomada foi feita com as luzes em uma posição diferente.

## Repercussão
"The Erlenmeyer Flask" estreou na Fox em 13 de maio de 1994. Ele teve um índice Nielsen de 8.8, uma participação de 16 pontos e foi assistido por 8.3 milhões de domicílios, tornando-se o episódio de maior audiência da temporada. O Mystery Writers of America indicou o episódio ao Prêmio Edgar Allan Poe em "Melhor Episódio em uma Série de TV"; o vencedor acabou sendo "Simone Says" de NYPD Blue. John Keegan da Critical Myth deu ao episódio uma nota nove de dez, dizendo que era "o final perfeito para a primeira temporada" e uma boa apresentação para a mitologia de The X-Files. Manuel Medoza do The Dallas Morning News disse que o episódio conseguiu misturar momentos "absolutamente arrepiantes" com momentos "completamente bobos [...] ao mesmo tempo". Para a Entertainment Weekly, Bruce Fetts concluiu que a morte de Garganta Profunda fez o personagem parecer "bem real".
Membros da equipe de produção da série também gostaram do episódio. Carter comentou que "'The Erlenmeyer Flask' trás apenas boas memórias. Ele tem imagens brilhantes; ele levou a série a um círculo completo em seu primeiro ano. Ele foi bem sucedido em fazer o que queríamos fazer, que era fechar os Arquivos X. Chocou muitas pessoas". Goddwin afirmou que "tudo neste episódio é absolutamente de primeira classe. A atuação, a direção de arte, o trabalho de câmera. Não há nada que não seja o melhor, e isso é créditos de muitas pessoas talentosas". "The Erlenmeyer Flask" introduziu muitos conceitos e temas que apareceriam nos episódios de mitologia do programa pelos seus anos seguintes, incluindo experimentos genéticos, híbridos humanos-alienígenas, sangue tóxico alienígena, conspirações governamentais, fetos extraterrestres e assassinos mortais.